# Wayne Kramer (Regisseur)

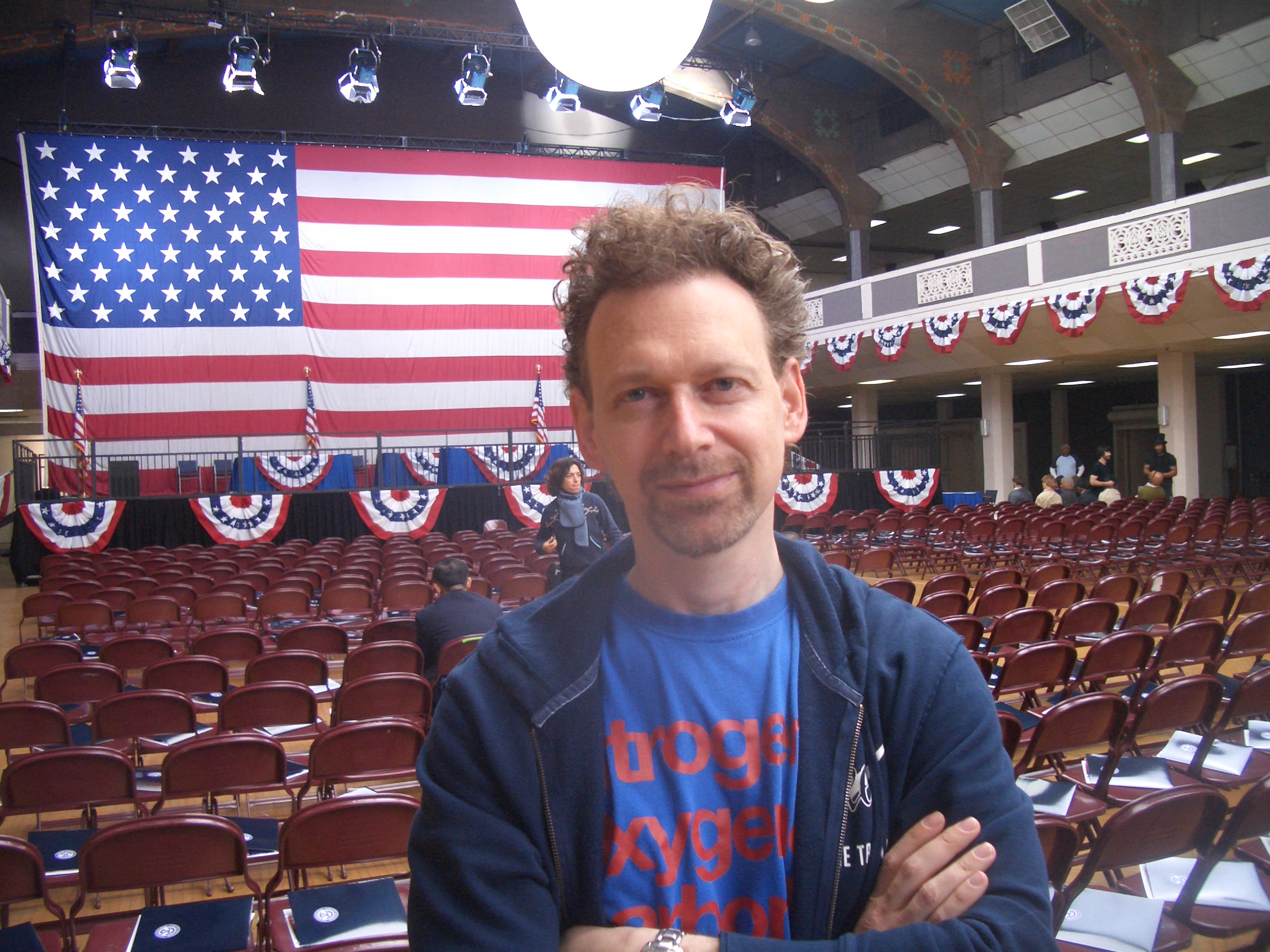
Wayne Kramer 2007

Wayne Kramer (* 26. Mai 1965 in Johannesburg, Südafrika) ist ein südafrikanischer Filmregisseur und Drehbuchautor.

## Leben und Karriere
Wayne Kramer wanderte 1986 aus Südafrika in die USA aus. Im Jahr 1992 erschien sein erster Film Blazeland, ein Horror-Thriller, bei dem Kramer das Drehbuch verfasste und selbst Regie führte. Bei dem Kurzfilm Crossing Over über Einwanderer in die USA mit Jacqueline Obradors war er ebenfalls für Buch und Regie verantwortlich. Kramer verfasste das Originaldrehbuch zu dem Psycho-Thriller Mindhunters; der Film wurde von 20th Century Fox bei Dimension Films in Auftrag gegeben, dabei wurde das Drehbuch umgeschrieben.
Seinen Durchbruch als Regisseur feierte Wayne Kramer mit dem Drama The Cooler – Alles auf Liebe, mit William H. Macy in der Hauptrolle. Dabei erhielten die Nebendarsteller Alec Baldwin und Maria Bello mehrere Auszeichnungen und auch Nominierungen bei der Oscarverleihung 2004 bzw. den Golden Globe Awards 2004. Der Film selbst wurde mit einem Golden Trailer Award ausgezeichnet. Kramer selbst erhielt im Jahr 2003 Nominierungen für den Großen Jurypreis des Sundance Film Festivals, für den Kristallglobus des Internationalen Filmfestivals Karlovy Vary, für einen Preis des Deauville Film Festivals und für die Goldene Ähre der Semana Internacional de Cine de Valladolid. 
Im Jahr 2006 führte er die Regie beim Action-Thriller Running Scared, mit Paul Walker und Cameron Bright in den Hauptrollen und Karel Roden und Chazz Palminteri in den Nebenrollen. Für Crossing Over (2009), eine Neuverfilmung seines gleichnamigen Kurzfilms von 1996, verfasste Kramer wieder das Drehbuch und führte Regie. Es spielten unter anderem Harrison Ford, Ray Liotta und Ashley Judd. 
2013 wurde Kramers Regiearbeit Gangster Chronicles veröffentlicht, in dem unter anderem Elijah Wood, Paul Walker und Brendan Fraser zu sehen sind.

## Filmografie
- 1992: Blazeland
- 1996: Crossing Over (Kurzfilm)
- 2003: The Cooler – Alles auf Liebe (The Cooler)
- 2006: Running Scared
- 2009: Crossing Over
- 2013: Gangster Chronicles (Pawn Shop Chronicles)